# بخش آکوبامبا، تارما
منطقه اکوبامبا، تارما (به اسپانیایی: Acobamba District, Tarma) یک سکونتگاه مسکونی در پرو است که در منطقه خونین واقع شده‌است.

## خصوصیات
منطقه اکوبامبا ۹۷٫۸۴ کیلومترمربع مساحت و ۱۰٬۶۷۸ نفر جمعیت دارد و ۲٬۹۴۰ متر بالاتر از سطح دریا واقع شده‌است.